# Real Club de Tenis de Avilés
El Real Club de Tenis de Avilés es un club deportivo privado español situado en La Sablera, en la parroquia avilesina de San Cristóbal de Entreviñas, Asturias (España). 

## Historia
Se fundó el 19 de diciembre de 1960, aunque su acta fundacional se firmó 12 de mayo de 1967. Su primer presidente fue el juez decano de Avilés, Eduardo Pardo Unanua, al que sucedieron José María Fernández Miranda y Manuel Galé. Ocupaba inicialmente un terreno de veinte mil metros cuadrados, pero al poco tiempo se dobló su tamaño. En 1971 se inauguraron oficialmente sus instalaciones con un Campeonato de España que ganó Manuel Orantes. Ha sido sede de tres eliminatorias de la Copa Davis, en 1972, 1981 y 1992.
En 2020 se incorpora al circuito La Liga MAPFRE de Tenis.